# Siili
Siili är en stadsdel i Estlands huvudstad Tallinn, belägen i stadsdelsområdet Mustamäe i stadens sydvästra del. Befolkningen uppgick till 3 642 invånare i januari 2017.
Namnet betyder "igelkott" på estniska. Bebyggelsen uppfördes 1971 till 1974 under sovjeteran som en sovstad till Tallinn, med fem- till niovåningshus av prefabricerade betongelement. Här finns också ett köpcentrum och mindre butikslokaler, samt högskolan Akademiia Nord som ursprungligen grundades som en privat högskola 1991 och idag är en del av det statliga Tallinns universitet, med utbildningar inom framförallt juridik. I västra delen av stadsdelen ligger Parditiigiparken, "Ankdammsparken".
Stadsdelen har förbindelse med trådbuss och buss till centrala Tallinn.